# Манастир Бошњане
Манастир Бошњане је мушки манастир Епархије крушевачке Српске православне цркве из 14. века.
Назив манастира се помиње и у облику Бошњани, који се среће у делу литературе, као и у појединим средствима јавног информисања.
Старешина манастира је протосинђел отац Лука (Милошевић), са братством на челу од 2022 . године.

## Положај
Смештен је изнад села Бошњане, близу Варварина. Посвећен је Светом апостолу Луки. Према народном предању, за време кнеза Лазара, крајем 14. века, саграђен је првобитни манастир, на месту насеља из римског времена, које се звало Дренац или Буковац. Касније, за време Турака манастир је био угашен, а све грађевине срушене и уништене.

## Историја
Манастир је основан у доба кнеза Лазара. Помиње на поседима које је он Раваничком повељом даровао својој задужбини — манастиру Раваници.
Према народном предању, овде је за време кнеза Лазара, крајем 14. века, саграђен првобитни манастир, на месту насиља из римског времена, које се звало Дренац или Буковац. Касније, за време Турака манастир је био угашен, а све грађевине срушене и уништене.
У сагласности са предањем је и реална претпоставка, пошто писани извори не постоје, да је манастир основан у доба кнеза Лазара, имајући у виду да се налази на поседима, које је овај владар Раваничком повељом даровао својој задужбини — манастиру Раваници. Топоними Грчка коса, Грчка ћуприја и Грчки поток у околини, можда указују да су првобитни манастир крајем 14. и почетком 15. века насељавали монаси синаити, пристигли са византијског простора. У домену претпоставке је веза манастира у Бошњанима (где се одувек прославља празник Четрдесет мученика севастијских — Младенци) са Темнићким натписом (плочом која је била уграђена у неку цркву, из 10—11. век), пронађеном у оближњем селу Горњем Катуну, на којој се налазе имена десет од Четрдесет севастијских мученика.
Постоји аутентично сведочанство да су бошњански манастир почетком 19. века, у време српских буна, запалили Турци и да је том приликом страдало много народа.
Благословом епископа шумадијског Саве, 1990. године започета је градња манастира Светог Луке, који је 21. јула 1996. године завршен и освећен. Манастир је подигнут из темеља за време старешинства монахиње Макрине Мајсторовић, тако да је до 2002. године био женски, да би од тада, доласком архимандрита Алексеја (Богићевића) за настојатеља, постао мушки. У манастиру је живео и подвизавао се један од највећих пророка свог времена, монах — старац Гаврило Антонијевић.

## Архитектура
Манастирски комплекс ограђен зидом, данас чине манастирски храм, звоник са капелама у основи и осам звона, конак, летњиковац и у зграду уграђен источник.
Црква манастира Светог Луке рађена је у рашком архитектонском стилу, правоугаоне је основе, засвођен полуобличастим сводом. На западном делу је отворен трем изнад којег се уздиже четворострана масивна кула звонара. Олтарска апсида на истоку и две бочне конхе правоугаоног су облика. Фасаде су од беле опеке са једноставним рељефним украсима око отвора. Кров изнад храма је двосливан, а изнад звоника четворосливан, покривен црепом.